# Karl Friedrich I. (Oels)

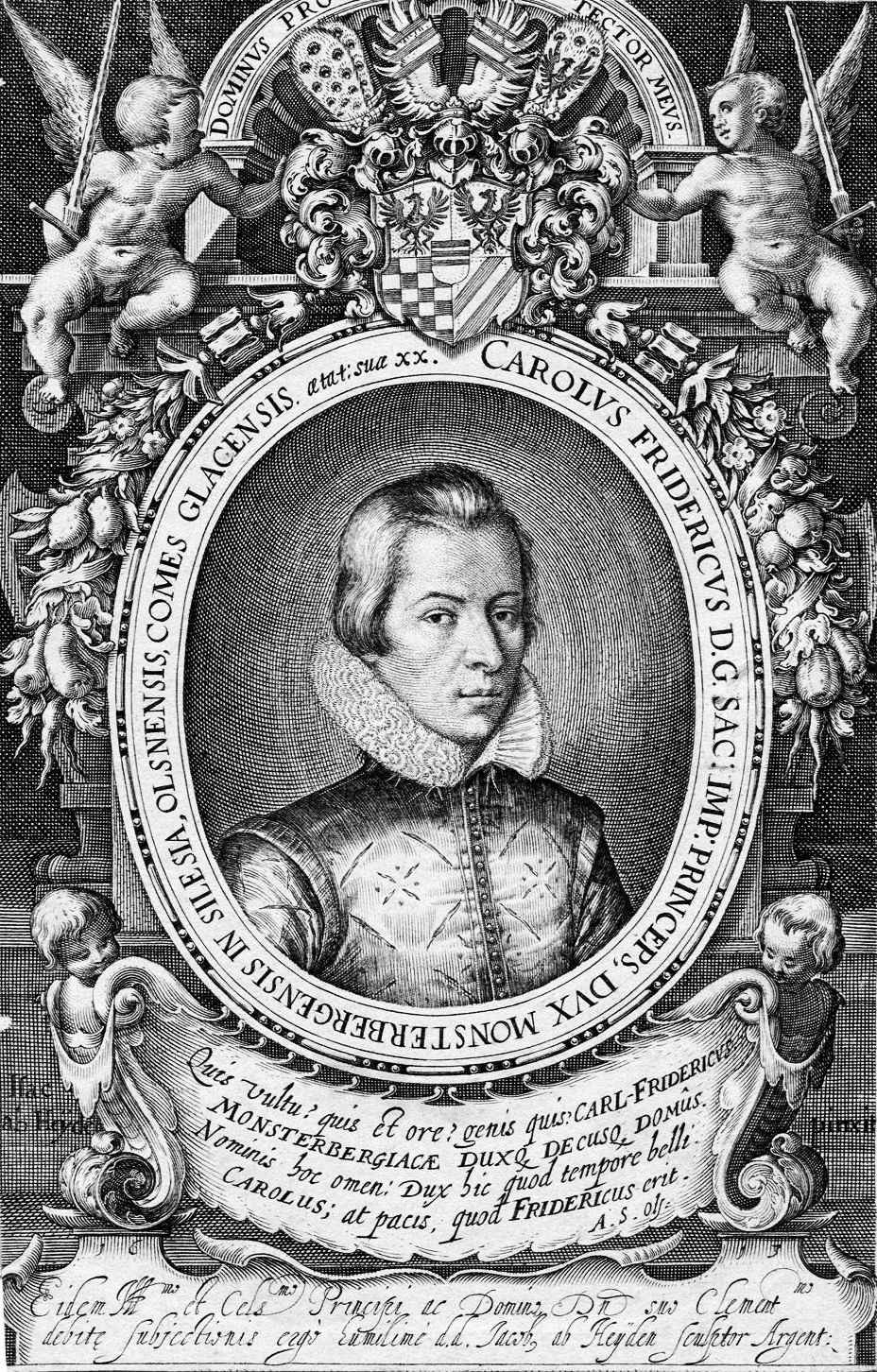
Karl Friedrich I. von Oels

Karl Friedrich I. von Oels (auch Karl Friedrich I. von Podiebrad, Karl Friedrich I. von Oels und Münsterberg, tschechisch Karel Bedřich z Minstrberka; * 18. Oktober 1593 in Oels; † 31. Mai 1647 ebenda) war ab 1617 Herzog von Oels und ab 1639 Herzog von Bernstadt. Zudem führte er den Herzogstitel von Münsterberg sowie den Titel eines Grafen von Glatz.

## Leben
Karl Friedrich entstammte dem Münsterberger Familienzweig des böhmischen Adelsgeschlechts Podiebrad. Seine Eltern waren Karl II. von Münsterberg und Elisabeth Magdalena (1562–1630), Tochter des Brieger Herzogs Georg II.
Nach dem Tod seines Vaters 1617 übernahm Karl Friedrich die Regierung über das Herzogtum Oels. Zugleich erbte er zusammen mit seinem älteren Bruder Heinrich Wenzel die mährischen Herrschaften Sternberg und Jaispitz, die ihm nach Heinrich Wenzels Tod 1639 allein gehörten. Am 4. Dezember 1618 vermählte er sich mit Anna Sophie von Sachsen-Altenburg (1598–1641).
1619 stand Karl Friedrich an der Spitze einer Gesandtschaft, die von den schlesischen Fürsten und Ständen beauftragt worden war, in Prag den neu gewählten böhmischen König Friedrich zu einem Antrittsbesuch nach Breslau einzuladen. Auf der Huldigungsreise dorthin wurde der König im Februar 1620 von Karl Friedrich und seinem Bruder Heinrich Wenzel in ihrer nordmährischen Stadt Sternberg begrüßt.
Zur Verteidigung der Glaubensfreiheit und aus dem Wunsch der politischen Einflussnahme heraus trat Karl Friedrich am 9. August 1633 zusammen mit den Herzögen Johann Christian von Brieg und Georg Rudolf von Liegnitz sowie dem Rat der Stadt Breslau einem Bündnis (Konjunktion) bei, das sich unter den Schutz von Sachsen, Brandenburg und Schweden stellte. Dadurch verloren Karl Friedrich und seine Verbündeten die Gunst des Kaisers. Nach dem Prager Frieden von 1635 mussten sie deshalb Abbitte leisten.
Nach dem Tod seines Bruders Heinrich Wenzel 1639 trat Karl Friedrich dessen Nachfolge als Herzog von Bernstadt an. 1642 vermählte er sich in zweiter Ehe mit Sophie Magdalena (1624–1660), Tochter des Herzogs Johann Christian von Brieg (Karl Friedrichs Cousin).
Karl Friedrich war der letzte männliche Nachkomme aus der Münsterberger Linie der Podiebrad in Oels. Durch die Heirat seiner einzigen Tochter Elisabeth Maria mit Silvius Nimrod gelangten Oels und die mährische Herrschaft Sternberg (Šternberk) an das Haus Württemberg.